# Монашев Леонід Гаврилович
Леонід Гаврилович Монашев (26 квітня 1914, село Пирогово Костромської губернії, тепер Лухського району Івановської області, Росія — 19 квітня 1995, місто Москва, Росія) — радянський державний діяч, 1-й секретар Курського обласного комітету КПРС. Член ЦК КПРС у 1961—1971 роках. Депутат Верховної Ради СРСР 5—7-го скликань.

## Життєпис
У 1933—1936 роках — агроном машинно-тракторної станції, агроном районного земельного відділу Орловської області.
У 1936—1947 роках служив у Червоній армії, учасник німецько-радянської війни.
Член ВКП(б) з 1939 року.
У 1947—1948 роках — заступник директора машинно-тракторної станції в Ставропольському краї.
У 1948—1954 роках — секретар, 1-й секретар Спицевського районного комітет ВКП(б) Ставропольського краю.
У 1954 році закінчив Ставропольський сільськогосподарський інститут.
У 1954—1957 роках — інструктор відділу ЦК КПРС.
У 1957 — 26 серпня 1958 року — 2-й секретар Курського обласного комітету КПРС.
26 серпня 1958 — січень 1963 року — 1-й секретар Курського обласного комітету КПРС. У січні 1963 — 14 грудня 1964 року — 1-й секретар Курського сільського обласного комітету КПРС. 14 грудня 1964 — 28 квітня 1970 року — 1-й секретар Курського обласного комітету КПРС.
З квітня 1970 року — радник Ради міністрів СРСР. Член Спілки художників СРСР.
Потім — персональний пенсіонер союзного значення в Москві.
Помер 19 квітня 1995 року в місті Москві. Похований на Кунцевському цвинтарі.

## Нагороди і звання
- орден Леніна
- орден Вітчизняної війни ІІ ст.
- орден Трудового Червоного Прапора
- медаль «За трудову доблесть»
- медалі